# Keiser Av En Dimensjon Ukjent
Keiser Av En Dimensjon Ukjent es el tercer álbum de estudio de Mortiis, editado por el sello sueco Cold Meat en 1995.
Siguiendo con su costumbre de incluir dos largos temas, de corte electrónico y obscuro, y con títulos en idioma noruego, Mortiis hace lo propio aquí con "Reisene til grotter og ødemarker" y "Keiser av en dimensjon ukjent".
Este álbum fue relanzado por la compañía especializada estadounidense Ajna Offensive (en formato vinilo) y por otros sellos.

## Lista de canciones
1. "Reisene til grotter og ødemarker"
2. "Keiser av en dimensjon ukjent"